# Dymba
Dymba là một chi bướm đêm thuộc họ Noctuidae.